# Родиния
Роди́ния (от родина) — гипотетический суперконтинент, предположительно существовавший в протерозое — эоне докембрия.
Возник около 1,1 миллиарда лет назад и распался около 750 миллионов лет назад. В то время Земля состояла из одной гигантской части суши и одного гигантского океана, получившего название Мировия. Родиния часто считается древнейшим известным суперконтинентом, однако её позиция и очертания всё ещё являются предметами споров. Геофизики предполагают, что до Родинии существовали и другие суперконтиненты: Кенорленд — максимальная сборка ≈2,75 млрд лет назад, Нуна (Колумбия, Хадсонленд) — максимальная сборка ≈1,8 млрд лет назад. После распада Родинии на Прото-Лавразию (северный континент) и Прото-Гондвану (южный континент) континенты вновь объединились в суперконтинент Паннотия ≈600 по 540 млн лет назад. После распада Паннотии континенты объединились в суперконтинент Пангея и снова распались в современное состояние.

## Предполагаемое расположение материков
Заметные совпадения на краях плит Южной Америки и Антарктиды позволяют предполагать, что эти два континента в протерозое были соединены. Севернее их находились, по-видимому, Австралия и Индия. Северная Америка с Гренландией сообщались с Европой. При столкновении Европы и Азии возникли Уральские горы, являющиеся сегодня одним из древнейших горных массивов и имеющие вследствие эрозии несравненно меньшую, чем после формирования, высоту.
Согласно одной из палеоклиматических реконструкций (гипотеза «Земля-снежок», распространённая в современной науке), во время существования Родинии, то есть около 850—635 миллионов лет назад, на планете наступил глобальный ледниковый период, который закончился только когда Родиния раскололась. Геохронологический период, получивший название криогений, предположительно характеризовался тем, что бо́льшая часть Родинии была расположена вблизи экватора. В эдиакарии, 600 миллионов лет назад, когда осколки Родинии разошлись к полюсам, на них стала развиваться многоклеточная простая жизнь, а Мировия превратилась в океаны Панталасса и Панафрикан.
В феврале 2013 года в журнале Nature Geoscience была опубликована статья, в которой сообщалось, что  геологи обнаружили на острове Маврикий в Индийском океане песок, содержащий минералы циркона, что косвенно может считаться остатками Родинии.
В 2017 году было выдвинуто[кто?] предположение что распад суперконтинента Родиния вызван непрямым столкновением Земли и планеты-странника. Это могло произойти около 750 миллионов лет назад в результате прохождения Солнечной системы через один из галактических рукавов Млечного Пути. Предполагаемый район удара пришёлся на плато Колорадо.[значимость факта?]